# Tweekleurige honingvogel
De tweekleurige honingvogel (Dicaeum bicolor) is een vogelsoort uit de familie van de dicaeidae (bastaardhoningvogels).

## Verspreiding
De tweekleurige honingvogel komt alleen voor in de Filipijnen.

## Ondersoorten
Van de tweekleurige honingvogel zijn de volgende ondersoorten bekend:
- Dicaeum bicolor bicolor
- Dicaeum bicolor inexpectatum
- Dicaeum bicolor viridissimum